# Gomnes
Gomnes este o localitate din comuna Hole, provincia Buskerud, Norvegia, cu o suprafață de 0,28 km² și o populație de 365 locuitori (2013).